# Schlacht von al-Ubayyid
 Aba – Dschebel Gedir I – Sennar I – Dschebel Gedir II – al-Ubayyid I – al-Ubayyid II – Sennar II – Sinkat – El Teb I – Scheikan – El Teb II – El Teb III – Tamanieh – Khartum – Abu Klea – Gallabat – Toski – Firket – Atbara – Omdurman – Umm Diwaykarat
Die Schlacht von al-Ubayyid, auch bezeichnet als Freitags-Schlacht, fand im Zuge des Mahdi-Aufstandes gegen die ägyptische Herrschaft im Sudan statt. In ihr versuchten die Mahdisten vergeblich die Stadt al-Ubayyid am 8. September 1882 von den Ägyptern im Sturm zu nehmen.

## Vorgeschichte
Im Sudan, der ab 1821 unter die Herrschaft der osmanischen Vizekönige (Khediven) von Ägypten gekommen war, begann 1881 der Mahdi-Aufstand. Nach der Vernichtung eines ägyptischen Expeditionsheeres Ende Mai 1882 beim Berg Gedir im Süden Kordofans gingen die Mahdisten in die Offensive über. Muhammad Ahmad, der Führer der Mahdi-Bewegung, schickte Krieger zur Eroberung Kordofans aus. Nach und nach kapitulierten die ägyptischen Garnisonen. In diesem Zusammenhang gelangten die Missionare Josef Ohrwalder und Luigi Bonomi in die Gefangenschaft der Mahdisten. Im Juli 1882 waren nur noch wenige Orte unter ägyptischer Kontrolle, darunter die Provinzhauptstadt al-Ubayyid, die zweitgrößte Stadt im ägyptischen Sudan und ökonomisches Zentrum der Region. Die Garnison al-Ubayyids wurde durch ein Kontingent aus Khartum unter dem Befehl von Muhammad Pascha Imam al-Khabir verstärkt. Zu ersten Kampfhandlungen kam es in der Umgebung, bei der die ägyptische Garnison versuchte mahdistische Truppenansammlungen aufzulösen. Im August 1882 verließ Muhammad Ahmad mit seiner Hauptarmee das Lager bei Gedir für Birket (al-Birkah), südlich von al-Ubayyid gelegen. Währenddessen leitete der ägyptische Gouverneur (mudir) von Kordofan, Muhammad Pascha Said, Abwehrmaßnahmen ein. Aufgrund unzureichender Kräfte gab er den Plan auf die gesamte Stadt befestigen zu wollen und reduzierte den Festungsring bestehend aus einem Graben und einem Wall um den Gouverneurspalast und der Garnisonskaserne auf ca. 2 km. Muhammad Ahmad versuchte den Gouverneur durch eine Gesandtschaft zur Kapitulation zu bewegen, allerdings ließ Muhammad Said die Gesandten festnehmen und erhängen. Darauf zog am 4. September Muhammad Ahmad  mit seiner Kriegerhorde nach Kaba, nur wenige Stunden von al-Ubayyid entfernt, das am 7. September erreicht wurde und beauftragte seinen Bruder Muhammad ibn al-Saiyid 'Abd Allah mit der Erstürmung der Stadt. Viele Bewohner hatten aus Furcht die Stadt bereits verlassen und sich Muhammad Ahmad angeschlossen, darunter der Kaufmann und ehemalige Gouverneur Kordofans Ilyas Pascha und der ägyptische Befehlshaber Muhammad Pascha al-Khabir.

## Verlauf
Die Armee der Mahdisten umringte die Stadt noch in der Nacht und stürmte am Morgen des 8. September aus allen Richtungen den Befestigungsring. Stellenweise überwanden die Mahdisten die Befestigung, wurden aber wieder zurückgedrängt. Es folgten weitere vergebliche Sturmversuche. Darauf gingen die Ägypter in die Offensive über und vertrieben die Mahdisten aus der Stadt. Von einer Verfolgung in das Lager nach Kaba sah Muhammad Said ab, da er die Stadt nicht wehrlos zurücklassen wollte. Die Schlacht hatte den Mahdisten ca. 10.000 Tote gekostet. Der Befehlshaber der mahdistischen Armee, Muhammad ibn al-Saiyid 'Abd Allah, starb in der Schlacht.
Es war die erste Niederlage für Muhammad Ahmads Hauptarmee, die zuvor den Ägyptern drei vernichtende Niederlagen zufügte. Diese Siege wurden in Geländen mit dichter Vegetation errungen: Die nur mit Blankwaffen ausgerüsteten Mahdisten konnten so aus der Deckung heraus Überraschungsangriffe ausführen und den taktischen Vorteil der formierten und mit Gewehren bewaffneten Ägypter neutralisieren. Beim Ansturm auf die Befestigung von al-Ubayyid fehlte dieser für die Mahdisten vorteilhafte Umstand, so dass sich der Nachteil der Blankwaffen hier bemerkbar machte. Die von den Mahdisten in den vorhergehenden siegreichen Schlachten erbeuteten Kanonen und Gewehre blieben in Gedir zurück und kamen somit nicht zum Einsatz.

## Folgen
Muhammad Ahmad ließ am Tag nach der Schlacht die Stadt umschließen, um diese auszuhungern. Eine aus Khartum entsandte Expedition zur Befreiung von al-Ubayyid aus der Belagerung unter Befehl von Ali Bey Lufti wurde von den Mahdisten geschlagen. Am 17. Januar 1883 kapitulierte Muhammad Said. Der Versuch Ägyptens Kordofan und al-Ubayyid zurückzuerobern scheiterte mit Vernichtung des ägyptischen Heeres in der Schlacht von Scheikan, so dass sich Ägypten gezwungen sah, die Provinz Sudan aufzugeben.